# Maria de la Cruz Nault
María de la Cruz Nault (Saint-Aignan-sur-Roë, 21 aprile 1901 – Laval, 9 aprile 1999) è stata una religiosa e mistica francese di fede cattolica, fondatrice di diversi istituti di vita consacrata dedicata a Maria, madre del Redentore..

## Biografia
Maria nacque da una famiglia di contadini con profondi valori cristiani. Nel 1926 entrò nella Congregazione delle Suore di San Giuseppe di Laval, ma due anni dopo dovette ritirarsi per problemi di salute. Questa malattia, secondo lei, fu curata nel 1930 durante una visita al santuario di Nostra Signora di Lourdes, motivo per cui decise di entrare a far parte della Congregazione delle Suore dell'Immacolata Concezione locale. L'8 settembre 1932 professò i primi voti e cambiò il suo nome in María de la Cruz.
Dopo la sua consacrazione, iniziò ad avere varie esperienze mistiche, tra cui le stigmate di Gesù e visioni del Signore in cui Egli le chiedeva di fondare una congregazione religiosa. Il 5 agosto 1933 il cardinale Ottaviani le concesse il permesso di radunare alcuni compagni per iniziare l'opera e Jules Saliège, arcivescovo di Tolosa, li accolse nella sua diocesi. L'8 dicembre 1939 nasceva la Congregazione delle Piccole Sorelle di Maria Madre del Redentore, avente casa madre a Tolosa. Nel 1969 i religiosi dovettero trasferire la curia generale a Laval.Due anni più tardi, diedero vita ai Canonici Regolari della Congregazione di Maria Madre del Redentore e poi ai Messaggeri di Maria Madre del Redentore.